# البيئة في فلسطين
تشمل البيئة في فلسطين جميع العناصر الحيوية وغير الحيوية التي تحيط بالفرد أو النوع، والتي يساهم بعضها بشكل مباشر في تلبية احتياجاته في فلسطين.

## المناخ
يختلف مناخ المناطق الساحلية في قطاع غزة اختلافًا كبيرًا عن مناخ المناطق الجبلية الموجودة في كل من الضفة الغربية والقدس، وخاصةً خلال أشهر الشتاء. تتمتع غزة بمناخ البحر الأبيض المتوسط الحار شبه الجاف، حيث يكون الطقس خلال أشهر الصيف حارًا وجافًّا، ويكون معتدلًا خلال أشهر الشتاء. أما القدس، فتتمتع بمزيج من مناخ البحر الأبيض المتوسط، والمناخ الجبلي بدرجة أقل، ومن ثم تتميز خلال أشهر الصيف بطقس شديد الحرارة وشديد الجفاف، بطقس رطب خلال أشهر الشتاء، ولكن لا تتساقط فيه الأمطار سوى لبضعة أشهر خلال الشتاء. وقد تتساقط الثلوج حول القدس. أما أريحا ووادي الأردن شمال البحر الميت، فتتمتعان بمناخ صحراوي حار.

## البيئة

### المجاري المائية
يمتد نهر الأردن في فلسطين لمسافة 360 كيلومترًا، ويُعدّ وادي نهر الأردن هو الأكثر انخفاضًا في العالم، حيث يتصل بالبحر الميت على ارتفاع -421 مترًا تحت مستوى سطح البحر. على حين يمر وادي غزة عبر قطاع غزة ويصل إلى البحر الأبيض المتوسط.

## التأثيرات والتهديدات البيئية

### على الأنشطة البشرية

#### الزراعة والأمن الغذائي
تُشكّل الزراعة موردًا هامًّا من الموارد الاقتصادية في فلسطين، حيث يمارس الفلسطينيون في بعض المناطق أنشطة زراعية تقوم على إنتاج وتصدير الورود والنخيل. كما يزرع الفلسطينيون أشجار اللوز والزيتون والباذنجان والطماطم والخيار. لكن وبسبب السياسات الإسرائيلية التي حرمت سكان الضفة الغربية في فلسطين من أراضيهم لعقود، تخلى آلاف الفلسطينيون عن زراعة أراضيهم على مر السنين، ولجأوا بدلاً من ذلك إلى العمل بوظائف أخرى في إسرائيل أو في المستوطنات الإسرائيلية القائمة في أراضي فلسطين المحتلة، وخاصةً العمل في قطاع البناء، مما أضرّ بالأمن الغذائي الفلسطيني.

#### صيد الأسماك والصيد البري
تمنع البحرية الإسرائيلية الصيادين الفلسطينيين من تجاوز مسافة 6 أميال بحرية (حوالي 11 كم) من الساحل، حيث تسبح أسراب الأسماك بأعداد أكبر وتكون أكثر صحة.

### التلوث

#### تلوث المياه
عانى ساحل غزة ومياهها الجوفية من التلوث، ثُم تفاقمت المُشكلة بشكل كبير عقب توقف محطات معالجة مياه الصرف الصحي في القطاع بسبب انقطاع الكهرباء. وقد تسبب تصريف ما يصل إلى 100,000 متر مكعب من مياه الصرف الصحي يوميًا في البحر الأبيض المتوسط إلى أن يلحق التلوّث المائي بالساحل الإسرائيلي.

#### إدارة النفايات
يتعرض البحر الأبيض المتوسط بأكمله لتلوث هائل على امتداد سواحله في إسرائيل وقطاع غزة ومصر، كما تتأثر السواحل الشرقية للبحر بكارثة الأكياس البلاستيكية - أكثر بحوالي عشر مرات من سواحل الغرب.